# 尼科洛·洛美里尼宫
44°24′50.04″N 8°55′43.08″E / 44.4139000°N 8.9286333°E
尼科洛·洛美里尼宫（Palazzo Nicolò Lomellini） 位于意大利热那亚普雷区圣母领报广场5号。该建筑作为罗利宫殿体系的一部分，被列为世界遗产。
1567年，创始人尼科洛·洛美里尼扩展花园，在下个世纪又有一次新的重建。1797年朱塞佩·洛美里尼再次扩建，但不久后就卖给贾科莫杜拉佐侯爵。在十九世纪多次更换业主，如都拉斯家族和德马里家族。
第二次世界大战中该建筑遭轰炸而受损，1949年，新业主阿奇·劳罗委托建筑师罗巴尔多·莫罗佐·德拉·罗卡部分重建。广场上原来的立面得以保留。
该建筑在最近完全修复，现在作为公寓和写字楼。